# ロストボール
ロストボールとはゴルフにおいて用いられている用語であり、プレイ中にラフなどに打ち込まれたことにより見当たらなくなったボールのことである。ゴルフのルールにおいてはロストボールにはペナルティが課せられている。ロストボールとなった場合には最後にプレーした場所からできるだけ近いところで一打罰を課した上でプレーすることとなる。ルールではボールを見失った時点ではロストボールとなっておらず、ボールを見失ってから3分間は捜索する時間が定められており、その間にプレーヤーかキャディーがボールを見つけられなかった場合にロストボールとなるわけである。